# Richard Jefferson
Richard Allan Jefferson (Los Ángeles, California, 21 de junio de 1980) es un exjugador de baloncesto estadounidense que disputó disputó 17 temporadas en la NBA. Mide 2,01 metros y jugaba de alero.

## Trayectoria deportiva

### Universidad
Jefferson jugó con los Wildcats de la Universidad de Arizona desde 1998 hasta 2001.

### Profesional

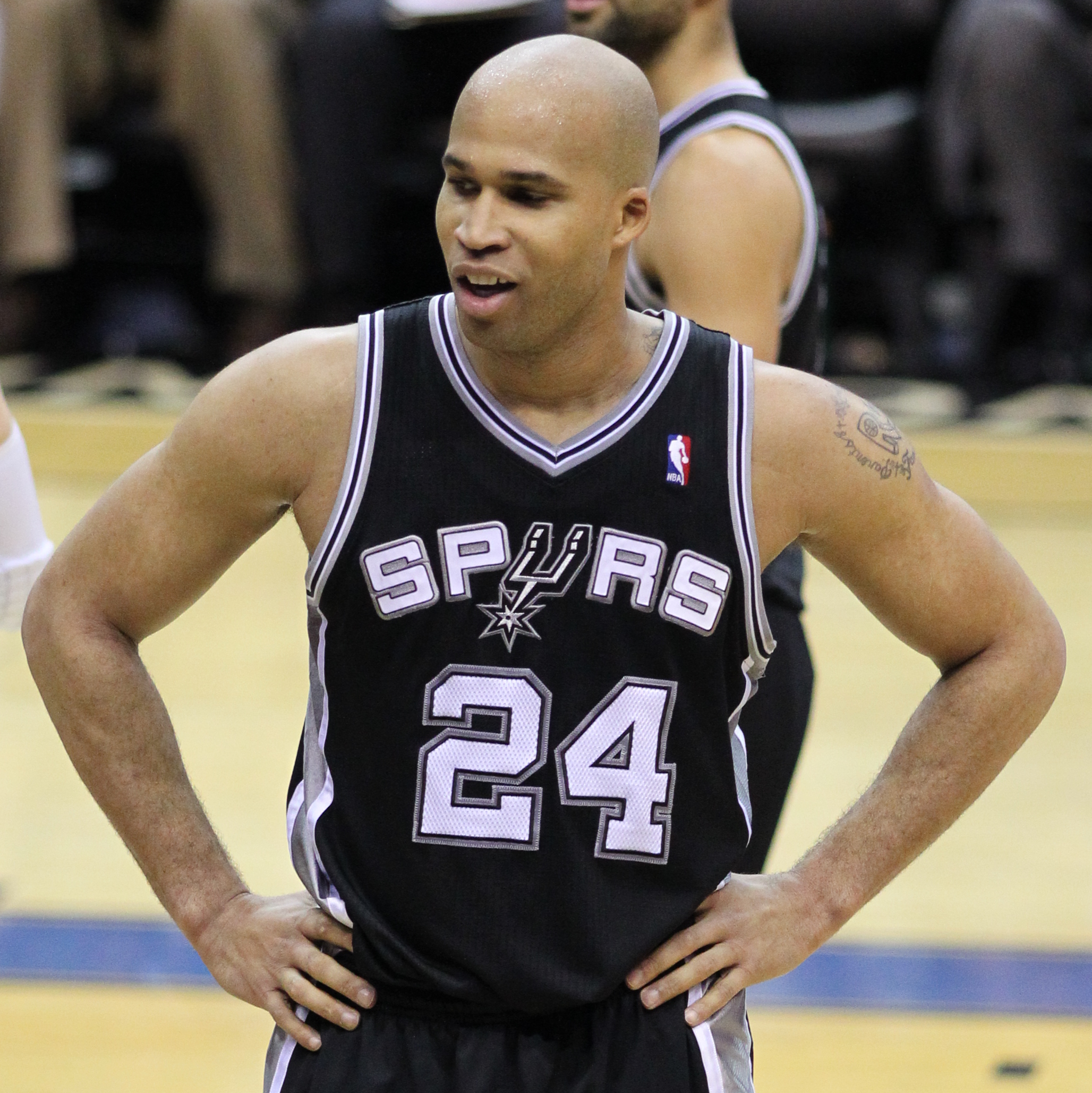
Jefferson con los Spurs en 2011.

Fue elegido en el Draft de la NBA de 2001 por los Houston Rockets en la 13.ª posición. Inmediatamente después de ser elegido, los Rockets le traspasaron a los Nets, junto a Jason Collins y Brandon Armstrong por Eddie Griffin. En sus dos primeras temporadas en la NBA, Jefferson disputó las finales de la NBA, ambas perdidas, ante Los Angeles Lakers y San Antonio Spurs respectivamente. 
En agosto de 2003 firmó un contrato de $78 millones por seis temporadas, con New Jersey. Al año siguiente fue miembro del conjunto americano que fracasó en los JJ. OO. de Atenas de 2004. En la temporada 2005-06, Jefferson se perdió gran parte de la temporada tras una grave lesión producida ante los Pistons de Detroit, aun así, los registros del alero esa temporada fueron muy aceptables consiguiendo 22.5 puntos 7.3 rebotes y 2.8 asistencias. 
La temporada 2006-07, siguió mejorando sus registros, pero se topó otra grave lesión en enero de ese mismo año, volviendo a las pistas en abril coincidiendo con la apertura de los playoffs. El siguiente año el alero, completó unos números muy aceptables consiguiendo 23.5 puntos y 6.8 rebotes. 
En 2007, se convirtió en el referente de los Nets junto a Vince Carter, tras la salida de Jason Kidd a los Dallas Mavericks.
El 26 de junio de 2008 fue traspasado a Milwaukee Bucks por Yi Jianlian y Bobby Simmons. El 23 de junio de 2009, Jefferson fue traspasado a San Antonio Spurs a cambio de Bruce Bowen, Kurt Thomas y Fabricio Oberto.
El 15 de marzo de 2012, Golden State Warriors traspasó a Stephen Jackson a cambio de Jefferson, junto con una elección de primera ronda condicional.
El 5 de julio de 2013 fue traspasado junto a Brandon Rush y Andris Biedriņš a los Utah Jazz, en un intento de no sobrepasar el límite salarial y así fichar al agente libre Andre Iguodala.
En el 2015 Richard fue fichado en la agencia libre por los Cleveland Cavaliers. Esa temporada consiguió el anillo de campeón en las Finales de 2016 ante los Warriors (4-3).
En octubre de 2017 es traspasado junto con Kay Felder a los Atlanta Hawks a cambio de los derechos sobre Dimitrios Agravanis, Sergey Gladyr, dos futuras segundas rondas del draft y dinero. Posteriormente es cortado por el equipo de Atlanta dejándolo en condición de agente libre.
Tras ser cortado por Atlanta, el 19 de octubre de 2017, Jefferson firmó un contrato por una temporada con los Denver Nuggets.
El 13 de octubre de 2018, Jefferson anunció su retirada del baloncesto profesional tras 17 temporadas.

## Estadísticas de su carrera en la NBA
|  | Denota temporadas en las que ganó un Campeonato de la NBA |

### Temporada regular
| Año     | Equipo       | PJ   | PT  | MPP  | %TC  | %3P  | %TL  | RPP | APP | ROB | TPP | PPP  |
| ------- | ------------ | ---- | --- | ---- | ---- | ---- | ---- | --- | --- | --- | --- | ---- |
| 2001-02 | New Jersey   | 79   | 9   | 24.3 | .457 | .232 | .713 | 3.7 | 1.8 | .8  | .6  | 9.4  |
| 2002-03 | New Jersey   | 80   | 80  | 36.0 | .501 | .250 | .743 | 6.4 | 2.5 | 1.0 | .6  | 15.5 |
| 2003-04 | New Jersey   | 82   | 82  | 38.2 | .498 | .364 | .763 | 5.7 | 3.8 | 1.1 | .3  | 18.5 |
| 2004-05 | New Jersey   | 33   | 33  | 41.1 | .422 | .337 | .844 | 7.3 | 4.0 | 1.0 | .5  | 22.2 |
| 2005-06 | New Jersey   | 78   | 78  | 39.2 | .493 | .319 | .812 | 6.8 | 3.8 | .8  | .2  | 19.5 |
| 2006-07 | New Jersey   | 55   | 53  | 35.6 | .456 | .359 | .733 | 4.4 | 2.7 | .6  | .2  | 16.3 |
| 2007-08 | New Jersey   | 82   | 82  | 39.0 | .466 | .362 | .798 | 4.2 | 3.1 | .9  | .3  | 22.6 |
| 2008-09 | Milwaukee    | 82   | 82  | 35.8 | .439 | .397 | .805 | 4.6 | 2.4 | .8  | .2  | 19.6 |
| 2009-10 | San Antonio  | 81   | 70  | 31.1 | .467 | .316 | .735 | 4.4 | 2.0 | .6  | .5  | 12.3 |
| 2010-11 | San Antonio  | 81   | 81  | 30.4 | .474 | .440 | .750 | 3.8 | 1.3 | .5  | .4  | 11.0 |
| 2011-12 | San Antonio  | 41   | 41  | 28.5 | .414 | .421 | .700 | 3.5 | 1.3 | .6  | .3  | 9.2  |
| 2011-12 | Golden State | 22   | 3   | 26.4 | .420 | .418 | .686 | 3.5 | 1.5 | .6  | .3  | 9.0  |
| 2012-13 | Golden State | 56   | 1   | 10.1 | .456 | .311 | .717 | 1.5 | .6  | .3  | .1  | 3.1  |
| 2013-14 | Utah         | 82   | 78  | 27.0 | .450 | .409 | .741 | 2.7 | 1.6 | .7  | .2  | 10.1 |
| 2014-15 | Dallas       | 74   | 18  | 16.8 | .444 | .426 | .684 | 2.4 | .8  | .4  | .1  | 5.8  |
| 2015-16 | Cleveland    | 74   | 5   | 17.9 | .458 | .382 | .667 | 1.7 | .8  | .4  | .1  | 5.5  |
| 2016-17 | Cleveland    | 79   | 13  | 20.4 | .450 | .330 | .740 | 2.6 | 1   | .3  | .1  | 5.7  |
| 2017-18 | Denver       | 20   | 0   | 8.2  | .444 | .286 | .571 | .9  | .8  | .1  | .1  | 1.5  |
| Total   | Total        | 1181 | 809 | 29.0 | .464 | .376 | .768 | 4.0 | 2.0 | .7  | .3  | 12.6 |

### Playoffs
| Año   | Equipo       | PJ  | PT | MPP  | %TC  | %3P  | %TL   | RPP | APP | ROB | TPP | PPP  |
| ----- | ------------ | --- | -- | ---- | ---- | ---- | ----- | --- | --- | --- | --- | ---- |
| 2002  | New Jersey   | 20  | 0  | 22.1 | .465 | .000 | .550  | 4.6 | 1.3 | .6  | .4  | 7.0  |
| 2003  | New Jersey   | 20  | 20 | 35.6 | .476 | .000 | .718  | 6.4 | 2.4 | .8  | .2  | 14.1 |
| 2004  | New Jersey   | 11  | 11 | 41.8 | .418 | .273 | .713  | 6.3 | 3.8 | 1.3 | .7  | 19.8 |
| 2005  | New Jersey   | 4   | 1  | 35.0 | .400 | .200 | .677  | 5.5 | 2.3 | .8  | .0  | 15.8 |
| 2006  | New Jersey   | 11  | 11 | 39.7 | .545 | .414 | .825  | 4.1 | 4.1 | .9  | .4  | 22.2 |
| 2007  | New Jersey   | 12  | 12 | 40.8 | .482 | .325 | .924  | 5.6 | 2.3 | .8  | .4  | 19.7 |
| 2010  | San Antonio  | 10  | 10 | 33.4 | .486 | .200 | .758  | 5.3 | 1.8 | .6  | .6  | 9.4  |
| 2011  | San Antonio  | 6   | 6  | 28.3 | .387 | .353 | .818  | 4.2 | 0.8 | .5  | .5  | 6.5  |
| 2013  | Golden State | 7   | 0  | 5.6  | .444 | .667 | .333  | 1.0 | .1  | .1  | .1  | 1.9  |
| 2015  | Dallas       | 4   | 2  | 12.8 | .357 | .375 | 1.000 | .5  | .3  | .5  | .0  | 3.8  |
| 2016  | Cleveland    | 21  | 2  | 18.1 | .524 | .393 | .750  | 3.5 | .7  | .5  | .0  | 5.4  |
| 2017  | Cleveland    | 14  | 0  | 12.8 | .420 | .260 | .640  | 1.8 | .5  | .1  | .2  | 3.9  |
| Total | Total        | 140 | 75 | 27.4 | .473 | .325 | .731  | 4.3 | 1.7 | .6  | .3  | 10.8 |